# کایا (هوپا)
کایا (به لاتین: Kaya) یک منطقهٔ مسکونی در ترکیه است که در هوپا واقع شده‌است. کایا ۵۴۸ نفر جمعیت دارد.